# Gerlachska huset

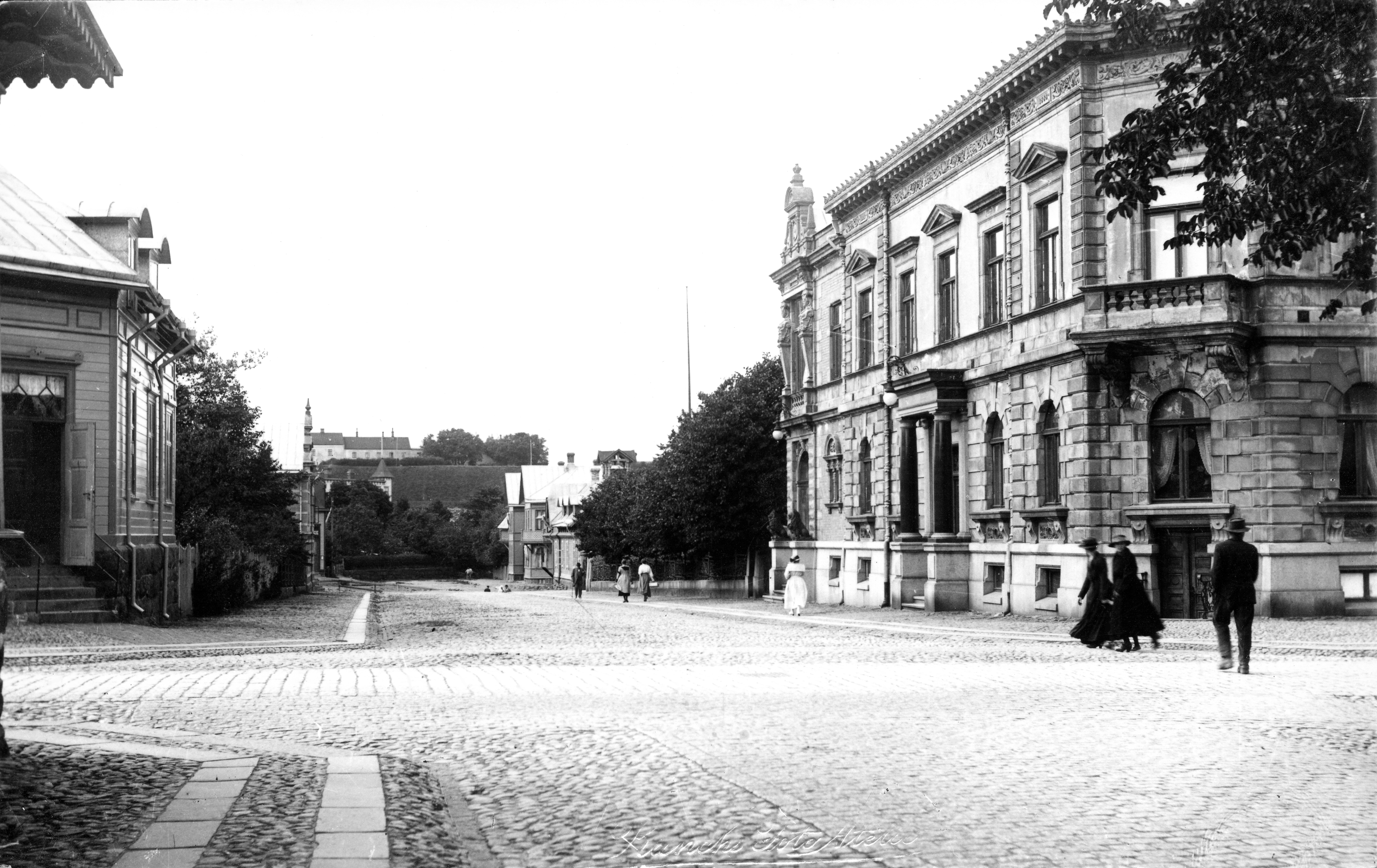
Gerlachska huset i Varberg till höger.

Gerlachska huset var ett för Varbergs stadsbild utmärkande palats byggt av industrimannen Hugo Gerlach. Palatset var en av Sveriges mest imponerade och påkostade byggnader, sett till både exteriör och interiör. 1977 blev dock Gerlachska husets ödesår då palatset revs.

## Uppförandet

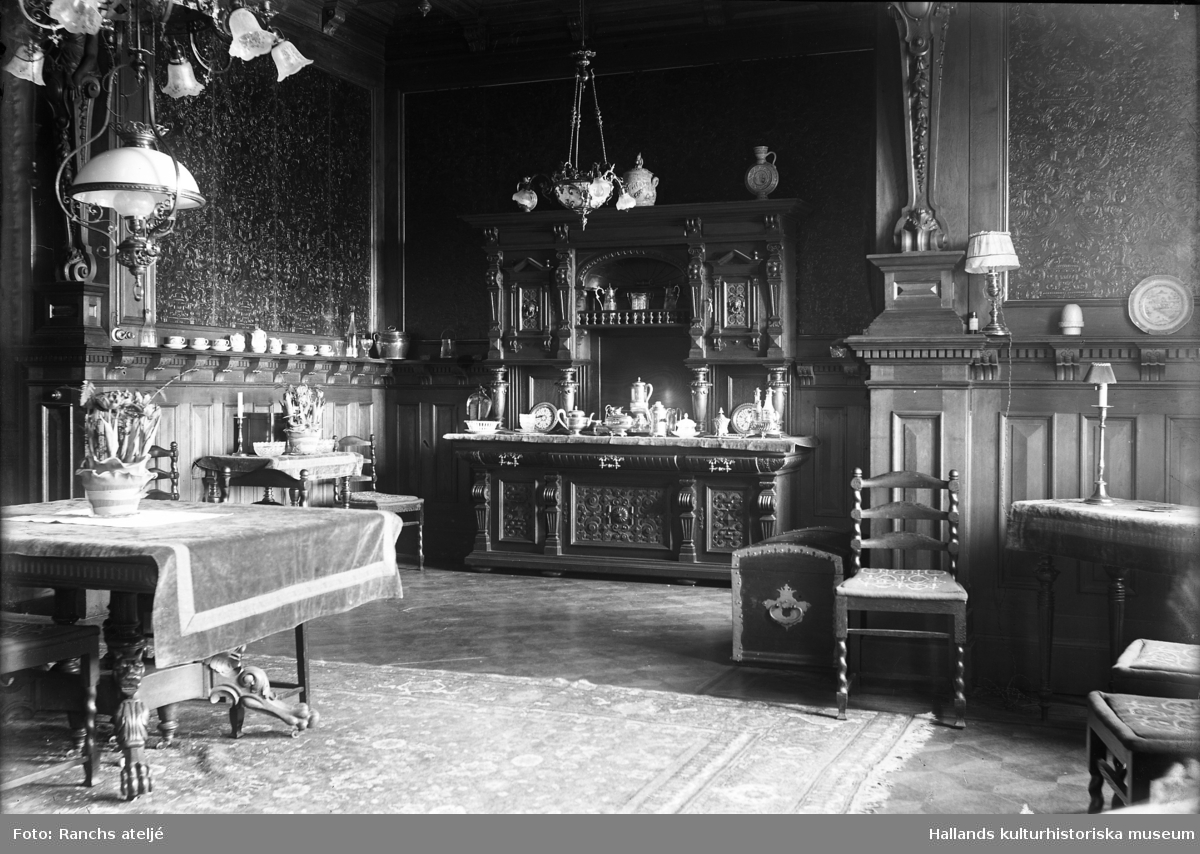
Matsalen, 1919.

Huset uppfördes mellan åren 1887 och 1891 av byggmästare Johannes Nilsson efter ritningar av de båda arkitekterna professor Hans Hedlund, verksam vid Chalmers tekniska läroanstalt och den nyutexaminerade arkitekten Yngve Rasmussen. Huset var uppfört i tysk nyrenässans och hade 33 rum.
Huset bestod egentligen av två delar. En kontorsdel i gult tegel med egen ingång från gatan. Denna ingång vaktades av två stenlejon huggna av stenhuggare från Varberg. Den andra huskroppen, vars nedre del var murad i natursten, var bostad åt familjen Gerlach och även denna hade ingång från gatan genom en pampig portal bestående av vackert skurna dörrar i ek, omslutna av två kolonner i svart polerad granit.  
I bostadsdelen ledde en trappa i svart granit med smitt räcke, innehållande Hugo Gerlachs initialer, från vestibulen upp till familjens våning. Övre vestibulen hade takfönster och rikt målad dekor i takets valv vilka, likt övrig dekormälning i våningen, sannolikt utförts av tyska dekormålare. Matsalen hade nertill på väggarna brun ekpanel och upptill gyllenläderstapeter. Taket var ett fackindelat renässanstak av ek. Vid ena väggen fanns en öppen spis i svart marmor. Från matsalen ledde en pardörr ut mot den ständigt grönskande växtpaviljongen under kupoltak, innehållande palmer och orkidéer.
I anslutning till matsalen låg köket och serveringsrummet, och härifrån ledde en trappa upp till vindsvåningen, där tjänstefolket bodde.
Salongen var husets mest magnifika rum. Väggarna hade blommönstrade tapeter och taket var fyllt med tyskt dekormåleri och italiensk stuckatur. En vit, rikt dekorerad öppen spis värmde  upp rummet. Övriga rum var bland andra ett kabinett, ett förmak, fru Gerlachs arbetsrum, barnkammare och makarna Gerlachs sovrum. Alla var rum med vackra tak, och i hela huset låg mörk ekparkett.
Bottenvåningen för dagligt bruk innehöll gästrum, och i källarvåningen fanns förrådsutrymmen och ett stort badrum för familjen.
Med ingång från hörnet av huset fanns i källarvåningen även en lokal där Hugo Gerlach bedrev välgörenhet i form av utspisning av barn och fattiga. 
I den del av huset som byggts i gult tegel låg Hugo Gerlachs kontor, ett bibliotek, och herrummet. Från lejonporten kom man direkt in i det så kallade vita gästrummet. I tamburen på bottenvåningen fanns en lönndörr som ledde ner till ett rum i källaren, inrett som en tysk ölstuga.

## Palatsets existens
Hugo Gerlach avled 1907 och bodde alltså bara i sitt hus i sexton år. Änkefru Anna Gerlach sålde 1919 huset till J. A. Johansson, Varberg, och det fanns i hans ägo i fem år. J. A. Hedin och O. Lindström ägde därefter huset i två år varefter det återigen såldes till Johan Karlsson 1926. Huset stannade i denna släkt ända fram till 1974, då Johan Karlssons sonson sålde det till Kungsmässan AB i Kungsbacka. 

## Rivningen
Efter att huset hade sålts till Kungsmässan AB började en flera år lång strid om huset och dess användning. Kungsmässan ville riva och bygga varuhus, vilket dock inte stadsplanen tillät. Efter åtskilliga turer både i Riksantikvarieämbetet och i Varbergs kommun kom beslut om rivning vid kommunfullmäktiges sammanträde den 16 november 1976, och rivningen verkställdes i början av maj 1977. Detta var troligen den största kultur- och byggnadshistoriska skandalen i Varbergs historia. Påståendet att huset var förfallet och i mycket stort behov av upprustning motsägs av alla de foton som togs av Länsmuseet 1976 och som visar dels en helt intakt exteriör, dels en helt strålande, väl bevarad interiör. 
Delar av inredningen, parkettgolv, dörrar, fönster och natursten såldes och kakelugnarna hamnade i Los Angeles i USA och London i Storbritannien.